# Caraiba andreae
Caraiba andreae is een slang uit de familie toornslangachtigen (Colubridae) en de onderfamilie Dipsadinae.

## Naam en indeling
Het is de enige soort uit het monotypische geslacht Caraiba. De soortaanduiding andreae is een eerbetoon aan de Deense schipper 'Captain' Andrea, die verschillende exemplaren van de soort verzamelde.
De wetenschappelijke naam van de soort werd in 1862 als Liophis andreae gepubliceerd door Johannes Theodor Reinhardt en Christian Frederik Lütken. In 1956 plaatsten Schwartz en Ogren de soort in het geslacht Leimadophis; in 1967 verhuisden Thomas en Garrido op hun beurt de soort naar het geslacht Dromicus, en in 1991 werd de soort door Schwarts en Henderson nog eens naar het geslacht Antillophis verplaatst. Op basis van fylogenetisch onderzoek plaatsten Hussam Zaher, Felipe Gobbi Grazziotin, John Everett Cadle, Robert Ward Murphy, Julio Cesar de Moura Leite-Leite en Sandro Luis Bonatto de soort in 2009 als enige in een apart geslacht dat ze de naam Caraiba gaven.

## Uiterlijke kenmerken
De slang is te onderscheiden van andere soorten door de zeventien lengterijen schubben aan de bovenzijde en 131 tot 157 buikschubben aan de onderzijde. Aan de onderzijde van de staart zijn 90 tot 120 subcaudale schubben gelegen.

## Verspreiding en habitat
Caraiba andreae komt voor in delen van het Caribisch gebied, te weten op Cuba, Isla de la Juventud en enkele omliggende eilanden. De habitat bestaat uit droge tropische en subtropische bossen en scrublands. Ook in door de mens aangepaste streken zoals akkers, weilanden en stedelijke gebieden kan de slang worden gevonden. De soort is aangetroffen van zeeniveau tot op een hoogte van ongeveer 1100 meter boven zeeniveau.

## Beschermingsstatus
Door de internationale natuurbeschermingsorganisatie IUCN is de beschermingsstatus 'veilig' toegewezen (Least Concern of LC).

## Ondersoorten
De soort wordt verdeeld in zes ondersoorten die onderstaand zijn weergegeven, met de auteur en het verspreidingsgebied.
Het geslacht omvat de volgende soorten, met de auteur en het verspreidingsgebied.
| Naam                       | Auteur                   | Verspreidingsgebied            |
| -------------------------- | ------------------------ | ------------------------------ |
| Caraiba andreae andreae    | Reinhardt & Lütken, 1862 | Westelijk en centraal Cuba     |
| Caraiba andreae melopyrrha | Thomas & Garrido, 1967   | Cayo Cantiles                  |
| Caraiba andreae morenoi    | Garrido, 1973            | Cayo Santa Maria, Cayo Guajaba |
| Caraiba andreae nebulatus  | Barbour, 1916            | Isla de la Juventud            |
| Caraiba andreae orientalis | Barbour & Ramsden, 1919  | Westelijk Cuba                 |
| Caraiba andreae peninsulae | Schwartz & Thomas, 1960  | Guanahacabibes Peninsula       |